# 사토 요타
사토 요타(일본어: 佐藤 瑶大, 1998년 9월 10일~)는 일본의 축구 선수이다.

## 구단 경력
그는 2021년 J1리그의 감바 오사카에 입단했다. 2022년 7월 J2리그의 베갈타 센다이로 임대 이적했다. 2023년 감바 오사카로 복귀했다. 2024년 우라와 레즈로 이적했다. 2025년 나고야 그램퍼스로 이적했다.